# Vera Chaplina
Vera Vasílievna Chaplina (en ruso: Ве́ра Васи́льевна Ча́плина; Moscú, Imperio ruso, 11 de abriljul./ 24 de abril de 1908greg. – Moscú, Rusia, 19 de diciembre de 1994) fue una naturalista, guionista y escritora de literatura infantil soviética. Trabajó durante más de veinte años en el zoológico de Moscú, la mayor parte de su trabajo está dedicado a los animales del zoológico, incluida la famosa leona Kinouli.

## Biografía
Vera Chaplina nació el 24 de abril de 1908 en Moscú, en el seno de una familia de nobleza hereditaria. Su abuelo era el profesor Vladímir Mijaílovich Chaplin, un ingeniero especializado en sistemas de calefacción, mecenas y tutor del arquitecto Constantín Melnikov. Su madre, Lidia Vladimirovna Chaplina, se graduó en el Conservatorio de Moscú; su padre, Vasili Mijaílovich Kutirin, era abogado.
En 1918, después de la revolución rusa de 1917, Lidia llevó a sus tres hijos a Taskent, donde Vera, de 10 años, se perdió y terminó en un orfanato. Gran amante de los animales, consiguió, a pesar de las prohibiciones de sus educadores, criar gatitos, cachorros, pajaritos, etc., con los que compartía su exigua ración. Su madre finalmente la encontró y en 1923 regresaron a Moscú. Pronto, la niña de 15 años comenzó a ir al zoológico y se unió al Club de Jóvenes Biólogos dirigido por el profesor Piotr Manteuffel. La futura escritora no se contentó únicamente con cuidar de los cachorros de animales que habían tenido que ser alimentados con biberón; sino que también observaba a los habitantes del zoológico, realizaba investigaciones científicas y buscaba que los animales no sufrieran excesivamente debido al cautiverio.

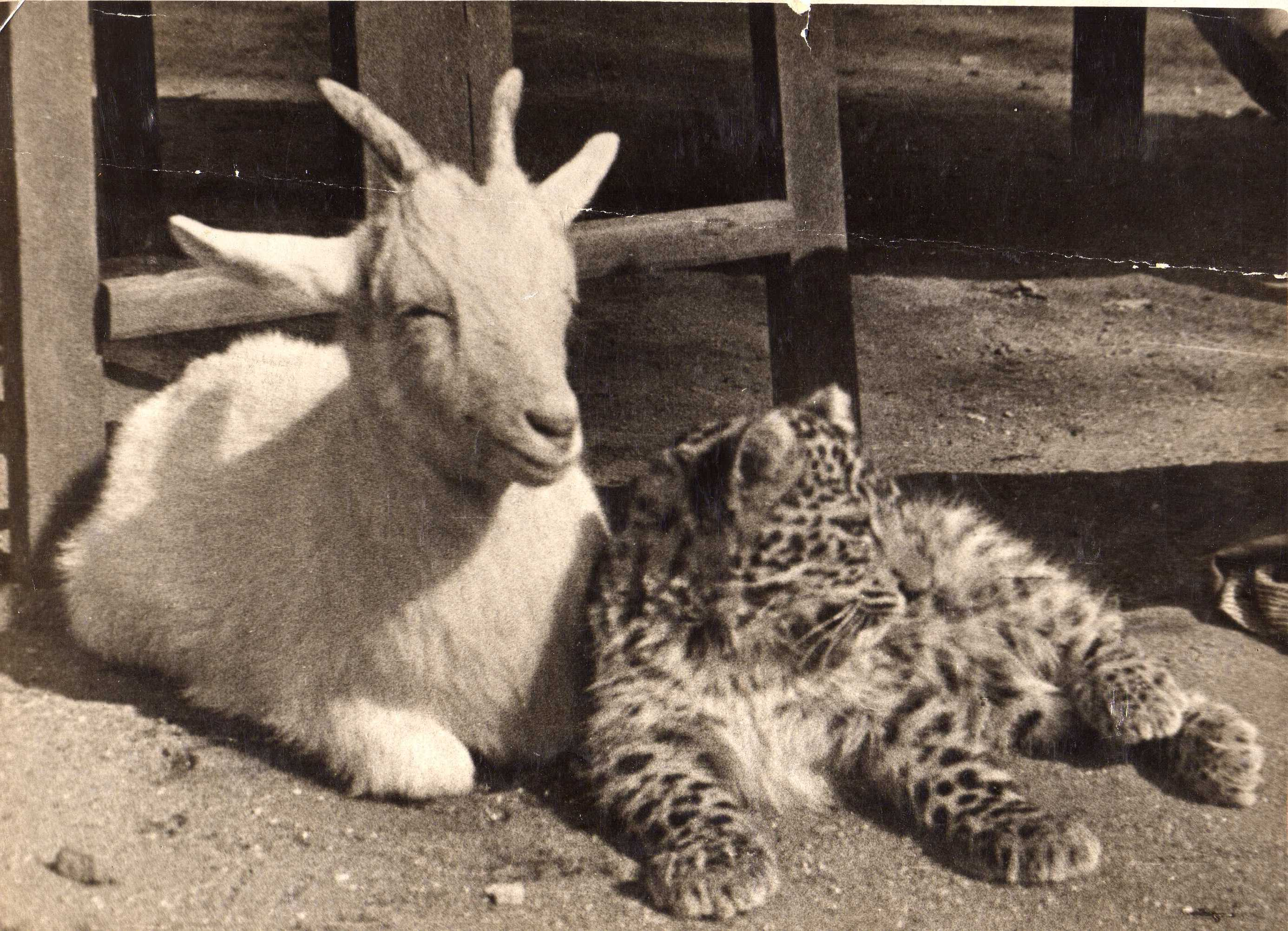
Varios de los cachorros que crio en el recinto de crías de animales en el Zoológico de Moscú, 1937

A los 25 años, ofreció importantes novedades en el Zoológico de Moscú. Siempre será recordada como la iniciadora y líderesa de la «tierra de animales jóvenes» creada en 1933, donde no solo se criaban los cachorros que sus madres se negaban a alimentar, sino donde los diferentes animales vivían juntos en paz. Esta experiencia despertó un gran interés entre los visitantes, y los terrenos de animales jóvenes siguieron siendo, durante muchos años, una de las «tarjetas de visita» del Zoológico de Moscú.
A lo largo de los años, Chaplina y su familia acogieron en su propia casa a varios animales: lobos, un leopardo, un lince y un cachorro de león llamado Kinuli. Que en ruso significa «abandonado», porque el cachorro había sido abandonado por su madre. Vera Chaplina salvó al cachorro, se lo llevó a su casa, lo alimentó con biberón y lo cuidó durante sus primeros días de vida. Y así, Kinuli se crio en un pequeño piso de Moscú a mediados de la década de 1930 con Chaplina, su esposo, su hijo pequeño, su hermano y una gran variedad de vecinos y sus hijos.

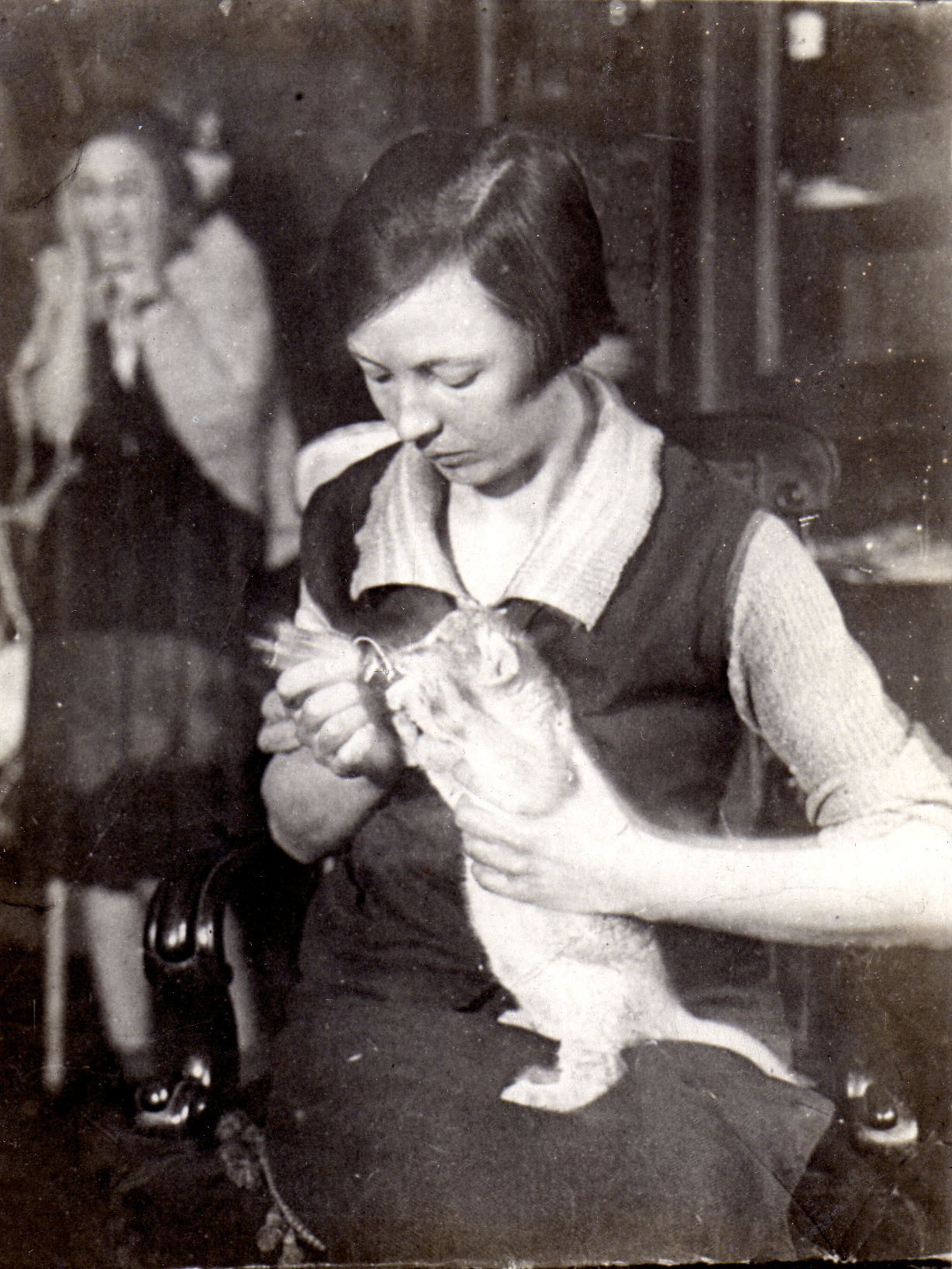
Vera Chaplina alimentando a la leona Kinuli en su casa. Moscú, verano de 1935.

Al mismo tiempo, aparecieron sus primeras historias en la revista Jeune Naturaliste. Inmediatamente después de estas publicaciones, la editorial Detgiz firmó un contrato con ella para un libro sobre el campo de los animales jóvenes. El libro, Los niños del campo verde (Малыши с зеленой площадки), se publicó en 1935 y tuvo cierto éxito, pero la joven escritora criticó su propio libro, que revisó considerablemente para una nueva colección de historias y no lo incluyó en ediciones posteriores. Sin embargo, fue su segundo libro, Mis alumnos (Мои воспитанники, 1937), el que fue decisivo: las historias que contiene no solo muestran que la escritora ha encontrado su propio estilo, sino que se hallan entre las mejores de su obra. Así, la historia de la leona Kinouli se convirtió en un auténtico éxito de ventas.

### La leona Kinouli
En 1935 una de las leonas del zoológico se negó a alimentar a sus cachorros, después de que murieran tres de los cachorros, Vera adoptó al cuarto y se lo llevó a casa (en el apartamento comunal donde vivía con su esposo, hijo y hermano). Allí le dio a esta pequeña leona el nombre de Kinouli (Кинули, abandonada, en ruso). Criado por la propia Vera y un perro pastor escocés, llamado Peri, Kinouli se convirtió en la favorita de todos y en especial de los niños de la casa. En 1936, cuando la leona regresó al zoológico se negó a separarse del perro, por lo que también tuvieron que llevarlo al zoo, donde los dos animales vivieron hasta su muerte.

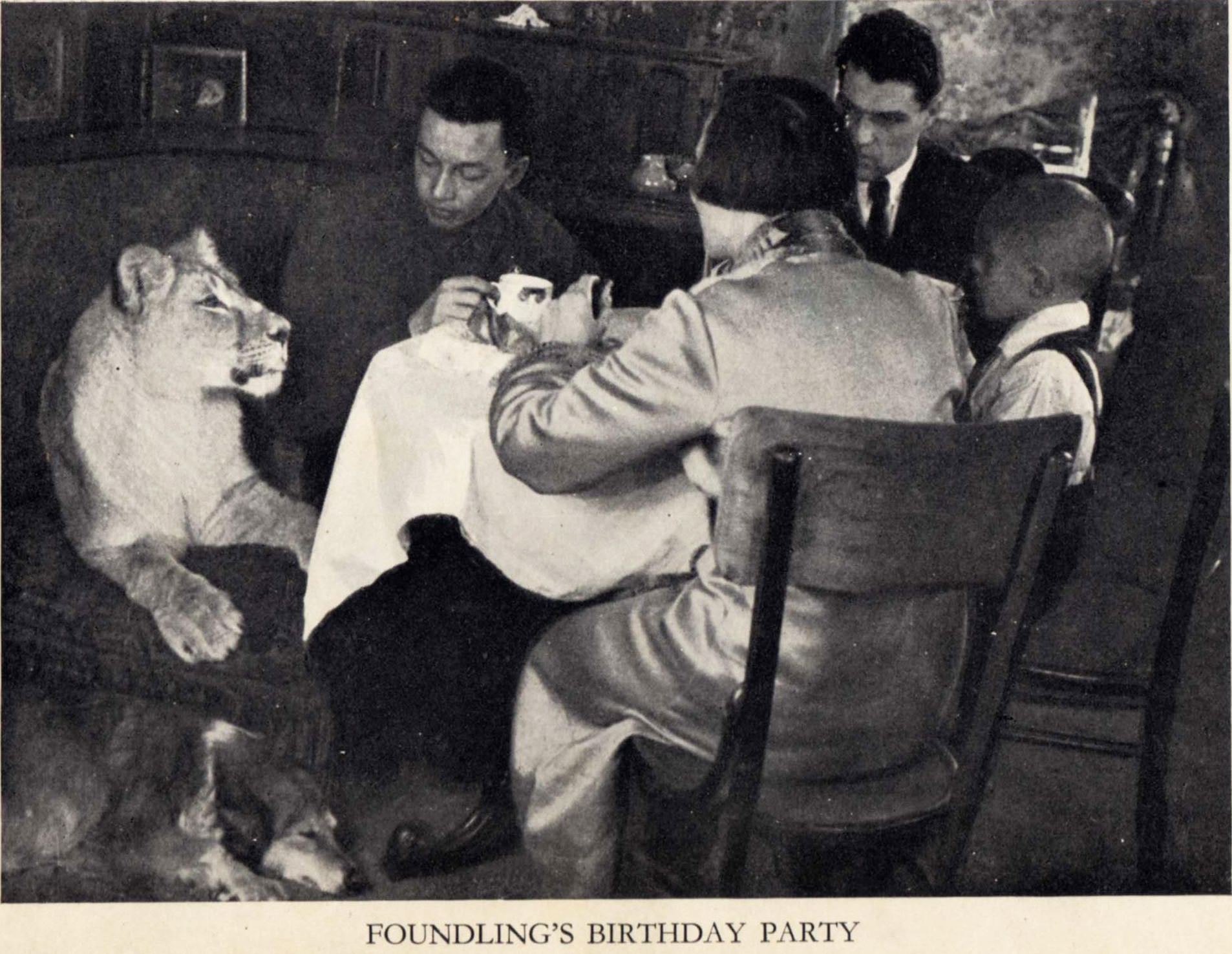
La leona Kinuli con Chaplina y su familia en su pequeño apartamento en la primavera de 1936

La historia comenzó en la primavera de 1935, y para el otoño ya era bien conocida no solo en Moscú, sino también mucho más allá, gracias a numerosos artículos de prensa y reportajes en revistas cinematográficas. Esta inesperada popularidad provocó que Chaplina fuera bombardeada con cartas de niños y adultos desconocidos de todo el país. Su fama rápidamente se volvió internacional: en diciembre, el diario estadounidense The Christian Science Monitor publicó un importante artículo sobre Vera, Kinouli y el campo de los animales jóvenes titulado Leones y corderos en Moscú; en junio de 1938, el periódico inglés The Guardian publicó información sobre ella; en marzo de 1939, su artículo titulado «Mi amiga Kinouli es una leona a la que crie...» apareció en la portada del periódico parisino Ce Soir. Chaplina firmó un contrato de publicación en el extranjero y, en 1939, la editorial George Routledge & Sons Ltd publicó en Londres un libro de sus historias, Mis amigos los animales.
En 1937 fue nombrada jefa de la sección de depredadores. En mayo de 1941 recibió una mención «como la mejor colaboradora del zoológico de Moscú». En julio de 1941, al inicio de la invasión alemana de la Unión Soviética, junto con varios animales particularmente valiosos, fue evacuada a los Urales, al Zoológico de Ekaterimburgo (llamada Sverdlovsk en el periodo de 1924-1991). «Había escasez de forrajes, tuvimos que hacer un esfuerzo enorme para alimentarlos y salvarlos», diría años después. En las condiciones más duras de la guerra, demostró ser una organizadora hábil y resuelta; en el verano de 1942 fue nombrada subdirectora del zoológico de Sverdlovsk, y en la primavera de 1943 regresó a Moscú y fue nombrada directora de empresas de producción del zoológico de Moscú.

### Obra literaria

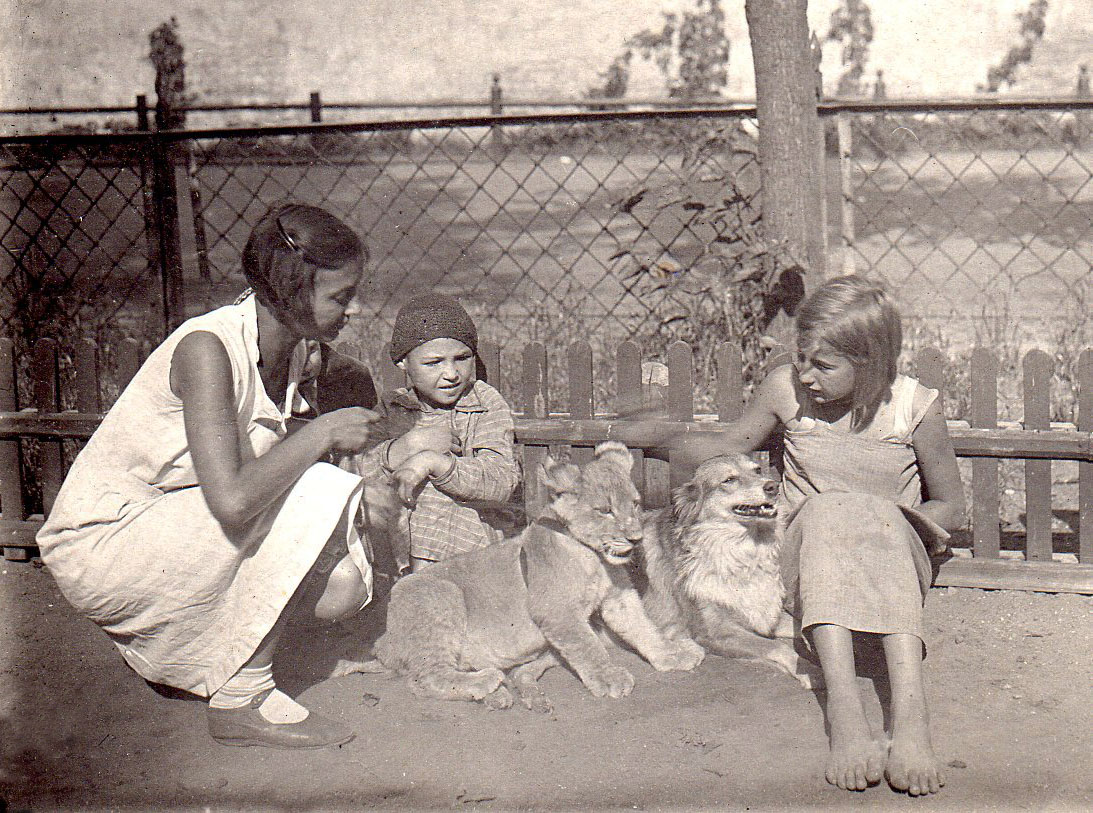
Vera con el cachorro de león Kinuli y el collie Peri. Moscú, verano de 1935.

Después de haber dedicado más de 20 años de su vida al Zoo de Moscú, a partir de 1946 se dedicó por completo a la creación literaria. En 1947 apareció su nueva colección titulada Mis amigos de cuatro patas (Четвероногие друзья), que tuvo un éxito extraordinario: unos años más tarde, se reeditó no solo en Moscú, sino también en Varsovia, Praga, Bratislava, Sofía y Berlín. En 1950, se unió a la Unión de Escritores Soviéticos.
Desde finales de la década de 1940, el escritor y naturalista Georgy Skrebitsky se convirtió en coautor junto con Vera Chaplina de numerosos libros. Juntos escribieron los guiones de los dibujos animados Travelers in the Forest (Лесные путешественники, 1951) e In the Deep Forest (В лесной чаще, 1954). Después de un viaje conjunto al oeste de Bielorrusia, publicaron un libro de ensayos sobre el bosque de Białowieża (1949). Sin embargo, la vida del zoológico de Moscú siguió siendo su tema principal, y en 1955 publicó una colección de cuentos titulada Cachorros del zoológico (Питомцы зоопарка, última versión en 1965). «La escritura de Chaplina es afectuosa, pero no sentimental». «La escritura es directa y sencilla, la actitud de la autora hacia las criaturas que cuidaba es tierna y práctica».
Entre las décadas de 1950 y 1960, sus libros se publicaron en los países del Bloque del Este, Francia, Japón, Israel, Portugal y Estados Unidos, estando entre las obras, raras en la época, que representaron la literatura infantil soviética en el extranjero. Esto es tanto más notable cuanto que la ideología soviética está totalmente ausente. Sin embargo, esta circunstancia no impidió que la Editorial de Lenguas Extranjeras, buscando ampliar el círculo de sus lectores, publicara los cuentos de Chaplina en inglés, alemán, español, árabe, coreano, hindi, bengalí, urdu y otros idiomas. En total, sus obras han sido traducidas a cuarenta idiomas (con más de 130 ediciones). Sus libros son particularmente populares entre los lectores alemanes: la editorial infantil berlinesa Der Kinderbuchverlag reeditó la colección Четвероногие друзья (Mis amigos de cuatro patas) más de diez veces y terminó traduciendo casi todas sus obras principales. En 1956 se publicó en Tokio una edición en dos volúmenes de Питомцы зоопарка (Los cachorros del zoológico), con un prefacio de Tadamichi Koga, director del zoológico de Ueno (Tokio).

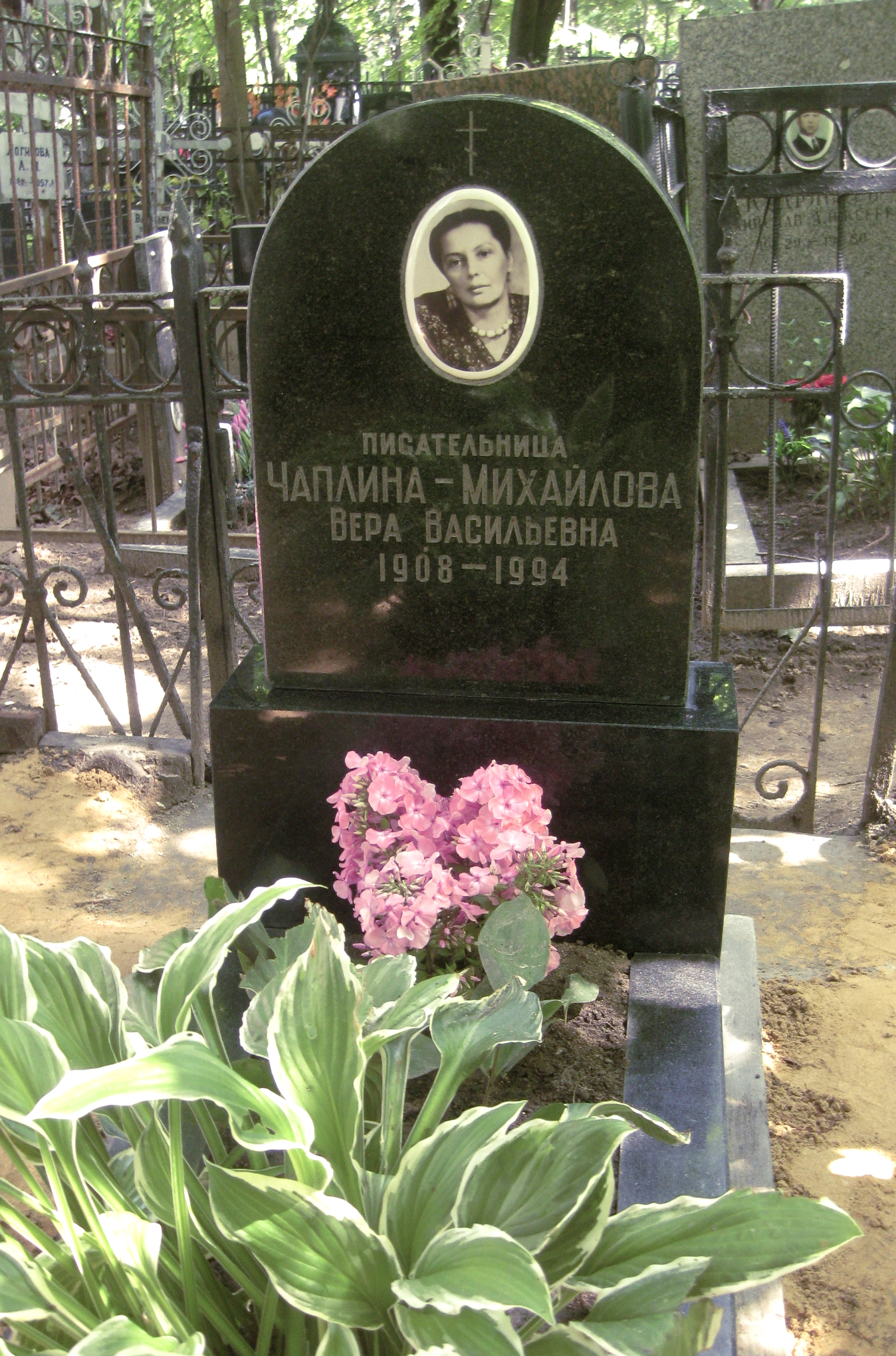
Tumba de Vera Chaplina en el cementerio de Vagánkovo en Moscú

Vera Chaplina murió el 19 de diciembre de 1994 en Moscú y fue enterrada en el cementerio de Vagánkovo. Desde 2017 una biblioteca infantil en Omsk lleva su nombre y alberga una colección de sus publicaciones, así como diversos documentos y objetos relacionados con su vida.

## Algunas de sus obras más importantes
- «Малыши с зеленой площадки» / Los pequeños del campo verde (1935)
- «Кинули» / Kinouli (1937, última versión 1955)
- «Мои воспитанники»  / Mis alumnos (1937)
- «Четвероногие друзья» / Mis amigos de cuatro patas (1947)
- «В Беловежской пуще» / En el Bosque de Białowieża (junto con Gueorgui Skrebitski, 1949)
- «Орлик»  / Orlik (1954)
- «Питомцы зоопарка»  / Los bebés del zoológico (1955, última versión 1965)
- «Друг чабана»  / El amigo del pastor (1961)
- «Несносный питомец»  / La mascota insufrible (1963)
- «Крылатый будильник» / El despertador alado (1966)
- «Случайные встречи» / Encuentros casuales (1976)

## Guiones de cine
- Kinuli — documental (1935, Кинули; Mostehfilm)
- Adventures of a bear cub — película de comedia (1936, Похождения медвежонка; Mezhrabpomfilm)
- Instinct in animal behavior — documental (1940, Инстинкт в поведении животных; Mostehfilm)
- Forest travelers — película animada (1951, Лесные путешественники; con G. Skrebitskiy; Soyuzmultfilm)
- In the Heart of the Forest — película animada (1954, В лесной чаще; con G. Skrebitskiy; Soyuzmultfilm)